# Pat Roberts
Charles Patrick Roberts (* 20. dubna 1936 Topeka, Kansas) je americký politik za Republikánskou stranu. V letech 1997 až 2021 byl senátorem USA za stát Kansas.
V letech 1981 až 1997 byl členem Sněmovny reprezentantů za kansaský první okrsek. V letech 1995 až 1997 předsedal sněmovní komisi pro zemědělství. V roce 1996 byl zvolen senátorem poté, co se ziskem 62 % hlasů porazil kandidátku Demokratické strany Sally Thompsonovou. Svůj senátorský mandát poté obhájil v letech 2002, 2008 a 2014. V roce 2020 již mandát senátora neobhajoval.
Od roku 1969 je ženatý, má tři děti.